# Sayat
Sayat est une commune française située dans le département du Puy-de-Dôme, en région Auvergne-Rhône-Alpes. Elle fait partie de l'aire d'attraction de Clermont-Ferrand.

## Géographie

### Localisation
La ville est située à 5,8 km au nord-nord-ouest de Clermont-Ferrand.
Le village d'Argnat fait partie de la commune de Sayat. Ce dernier donne son nom à un bassin hydraulique.
Cinq communes jouxtent Sayat :
|                    | Malauzat, Volvic |         |
| Chanat-la-Mouteyre | Sayat            | Blanzat |
|                    | Nohanent, Durtol |         |

### Hydrographie
La commune est traversée par le Bédat, l'Adrienne et le Cordoulet.

### Voies de communication et transports

#### Voies routières
Le centre de la ville est desservi par les routes départementales 762 et 764. À l'ouest, la route départementale 943 relie l'agglomération clermontoise à Volvic (Le Cratère), tandis que la RD 450 rejoint la RD 15 en direction de Malauzat.
Le village d'Argnat est traversé par la RD 762. Une RD 776 relie la RD 943 à Chanat-la-Mouteyre.

#### Transport ferroviaire
La ligne d'Eygurande - Merlines à Clermont-Ferrand passe à l'ouest de la commune, près d'Argnat. Les gares ferroviaires les plus proches sont Durtol - Nohanent et Volvic et permettent de rejoindre Clermont-Ferrand en TER Auvergne-Rhône-Alpes.

#### Transport en commun
La commune est desservie par la ligne 32 du réseau T2C, reliant la place Gaillard, à Clermont-Ferrand, à Sayat Bel Air ou à Argnat Le Mas via Nohanent. Un service de transport à la demande est assuré aux heures creuses, permettant une correspondance avec le tramway à l'arrêt Gaillard ou la ligne C aux arrêts Tamaris ou Chambre de Commerce.

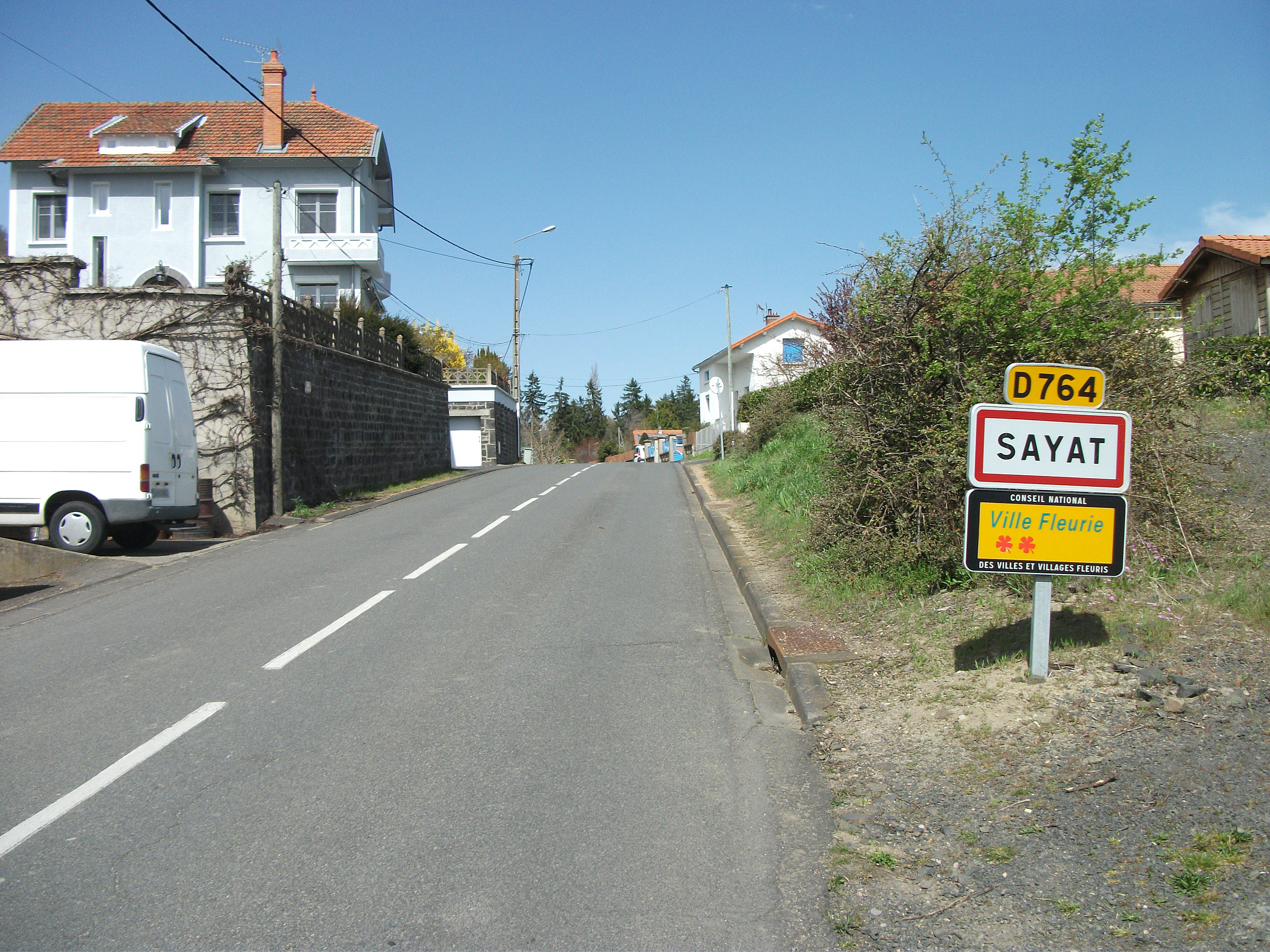
Entrée de Sayat par la route départementale 764.
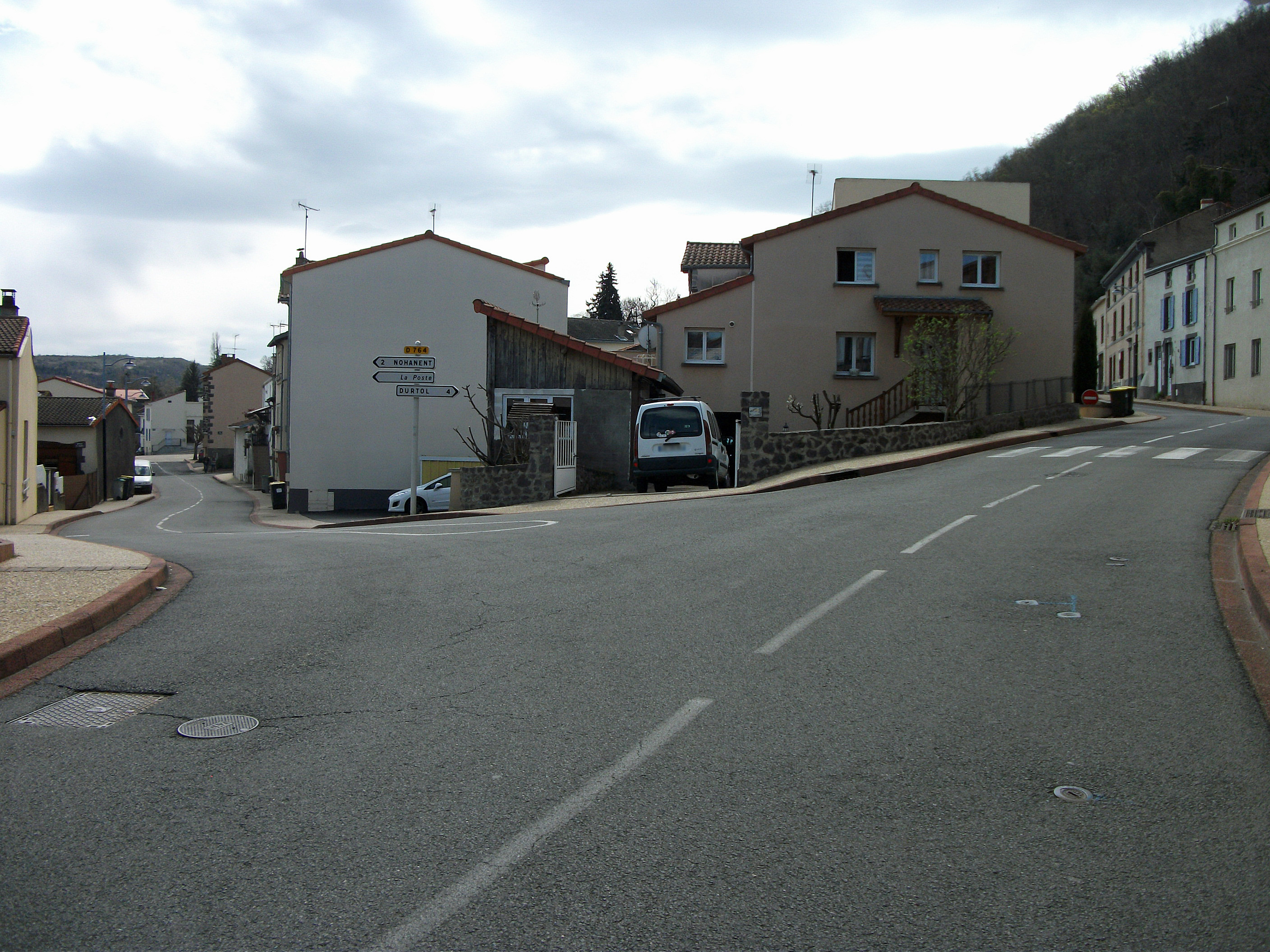
Routes vers Nohanent (à gauche) et Durtol (à droite).
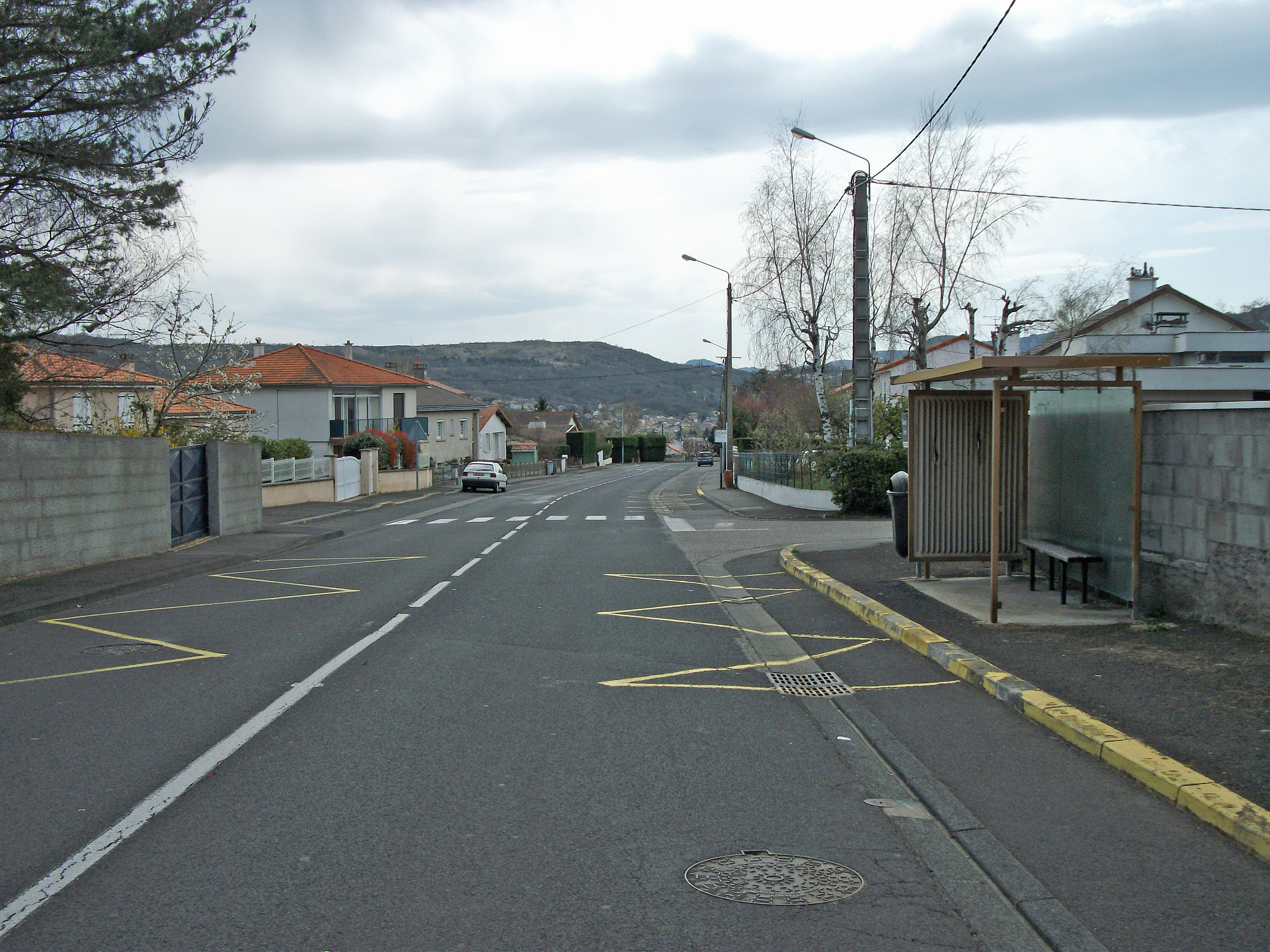
Les arrêts de bus Sayat Bel Air, terminus partiel de la ligne 32.

Depuis le 1er janvier 2018, à la suite de la transformation de la communauté de communes Riom Limagne et Volcans en communauté d'agglomération, Sayat n'adhère plus au SMTC et ne fait donc plus partie de son ressort territorial. La ligne 32, dans un souci de continuité de service, restera tout de même maintenue sur cette commune jusqu'au 31 décembre 2018 dans l'attente d'une solution plus pérenne ; en revanche, les services de transport à la demande régulier et pour personnes à mobilité réduite sont supprimés dès le 1er janvier,. Au 1er janvier 2018, il était envisagé par le SMTC de prolonger la ligne 10 à Nohanent. Leur incapacité de mettre en service le prolongement de la ligne 10 à cette date a contraint le SMTC à maintenir la ligne 32 jusqu'au 31 août 2019 ; Sayat a demandé s'il pouvait bénéficier de ce prolongement, ce qui a été approuvé par accord de principe. La ligne 32 devrait rester maintenue dans les conditions actuelles jusqu'au 31 août 2019. Pour septembre 2019, plusieurs solutions sont envisagées : une ligne reliant Sayat à Nohanent ou Durtol pour effectuer une correspondance avec la ligne 10 ou jusqu'à Tamaris pour une correspondance avec la ligne C ou comme actuellement jusqu'à Gaillard pour une correspondance avec le tramway.[Passage à actualiser]
Depuis le 3 septembre 2018, Sayat est desservie par le transport à la demande du réseau RLV Mobilités de Riom Limagne et Volcans : la ligne TAD 1 permet de se rendre à la gare de Volvic, Volvic ou Espace Mozac, où sont possibles des correspondances avec les lignes régulières du réseau.

### Climat
Pour des articles plus généraux, voir Climat d'Auvergne-Rhône-Alpes et Climat du Puy-de-Dôme.
En 2010, le climat de la commune est de type climat des marges montargnardes, selon une étude du Centre national de la recherche scientifique s'appuyant sur une série de données couvrant la période 1971-2000. En 2020, Météo-France publie une typologie des climats de la France métropolitaine dans laquelle la commune est exposée à un climat de montagne ou de marges de montagne et est dans une zone de transition entre les régions climatiques « Ouest et nord-ouest du Massif Central » et « Nord-est du Massif Central ». 
Pour la période 1971-2000, la température annuelle moyenne est de 10,6 °C, avec une amplitude thermique annuelle de 15,8 °C. Le cumul annuel moyen de précipitations est de 904 mm, avec 9,9 jours de précipitations en janvier et 6,8 jours en juillet. Pour la période 1991-2020, la température moyenne annuelle observée sur la station météorologique installée sur la commune est de 11,2 °C et le cumul annuel moyen de précipitations est de 776,1 mm,. Pour l'avenir, les paramètres climatiques de la commune estimés pour 2050 selon différents scénarios d'émission de gaz à effet de serre sont consultables sur un site dédié publié par Météo-France en novembre 2022.
| Mois                                  | jan.             | fév.            | mars           | avril         | mai           | juin          | jui.          | août           | sep.          | oct.            | nov.             | déc.           | année      |
| ------------------------------------- | ---------------- | --------------- | -------------- | ------------- | ------------- | ------------- | ------------- | -------------- | ------------- | --------------- | ---------------- | -------------- | ---------- |
| Température minimale moyenne (°C)     | 0                | 0,3             | 2,4            | 4,9           | 8,5           | 12,1          | 14            | 13,9           | 10,5          | 7,7             | 3,3              | 0,9            | 6,5        |
| Température moyenne (°C)              | 3,4              | 4,2             | 7,3            | 10            | 13,8          | 17,6          | 19,7          | 19,6           | 15,7          | 12,2            | 6,9              | 4,1            | 11,2       |
| Température maximale moyenne (°C)     | 6,7              | 8,1             | 12,1           | 15,2          | 19,2          | 23,1          | 25,4          | 25,3           | 20,9          | 16,6            | 10,5             | 7,4            | 15,9       |
| Record de froid (°C) date du record   | −12,7 05.01.1995 | −15 05.02.12    | −15,9 01.03.05 | −6,7 08.04.03 | −1 15.05.1995 | 2,7 04.06.01  | 5,9 17.07.00  | 4,5 30.08.1998 | 2 30.09.1995  | −5,4 29.10.1997 | −11,2 22.11.1998 | −13,3 15.12.01 | −15,9 2005 |
| Record de chaleur (°C) date du record | 19,4 27.01.16    | 22,5 20.02.1998 | 25,2 24.03.01  | 27,7 30.04.05 | 32,3 11.05.12 | 38,4 27.06.19 | 39,1 03.07.15 | 39,5 24.08.23  | 33,6 10.09.11 | 32,2 02.10.23   | 23,6 08.11.15    | 20,4 24.12.12  | 39,5 2023  |
| Précipitations (mm)                   | 56,2             | 48,4            | 49,5           | 72,6          | 73,7          | 71,4          | 78,1          | 67,1           | 65,9          | 60,4            | 68,7             | 64,1           | 776,1      |

## Urbanisme

### Typologie
Au 1er janvier 2024, Sayat est catégorisée ceinture urbaine, selon la nouvelle grille communale de densité à sept niveaux définie par l'Insee en 2022.
Elle est située hors unité urbaine. Par ailleurs la commune fait partie de l'aire d'attraction de Clermont-Ferrand, dont elle est une commune de la couronne,. Cette aire, qui regroupe 209 communes, est catégorisée dans les aires de 200 000 à moins de 700 000 habitants,.

### Occupation des sols
L'occupation des sols de la commune, telle qu'elle ressort de la base de données européenne d’occupation biophysique des sols Corine Land Cover (CLC), est marquée par l'importance des territoires agricoles (43,2 % en 2018), en diminution par rapport à 1990 (47 %). La répartition détaillée en 2018 est la suivante : forêts (32 %), zones agricoles hétérogènes (19,9 %), zones 18,1(18,1 %), prairies (13 %), milieux à végétation arbustive et/ou herbacée (6,7 %), cultures permanentes (6,3 %), terres arables (4 %). L'évolution de l’occupation des sols de la commune et de ses infrastructures peut être observée sur les différentes représentations cartographiques du territoire : la carte de Cassini (XVIIIe siècle), la carte d'état-major (1820-1866) et les cartes ou photos aériennes de l'IGN pour la période actuelle (1950 à aujourd'hui).

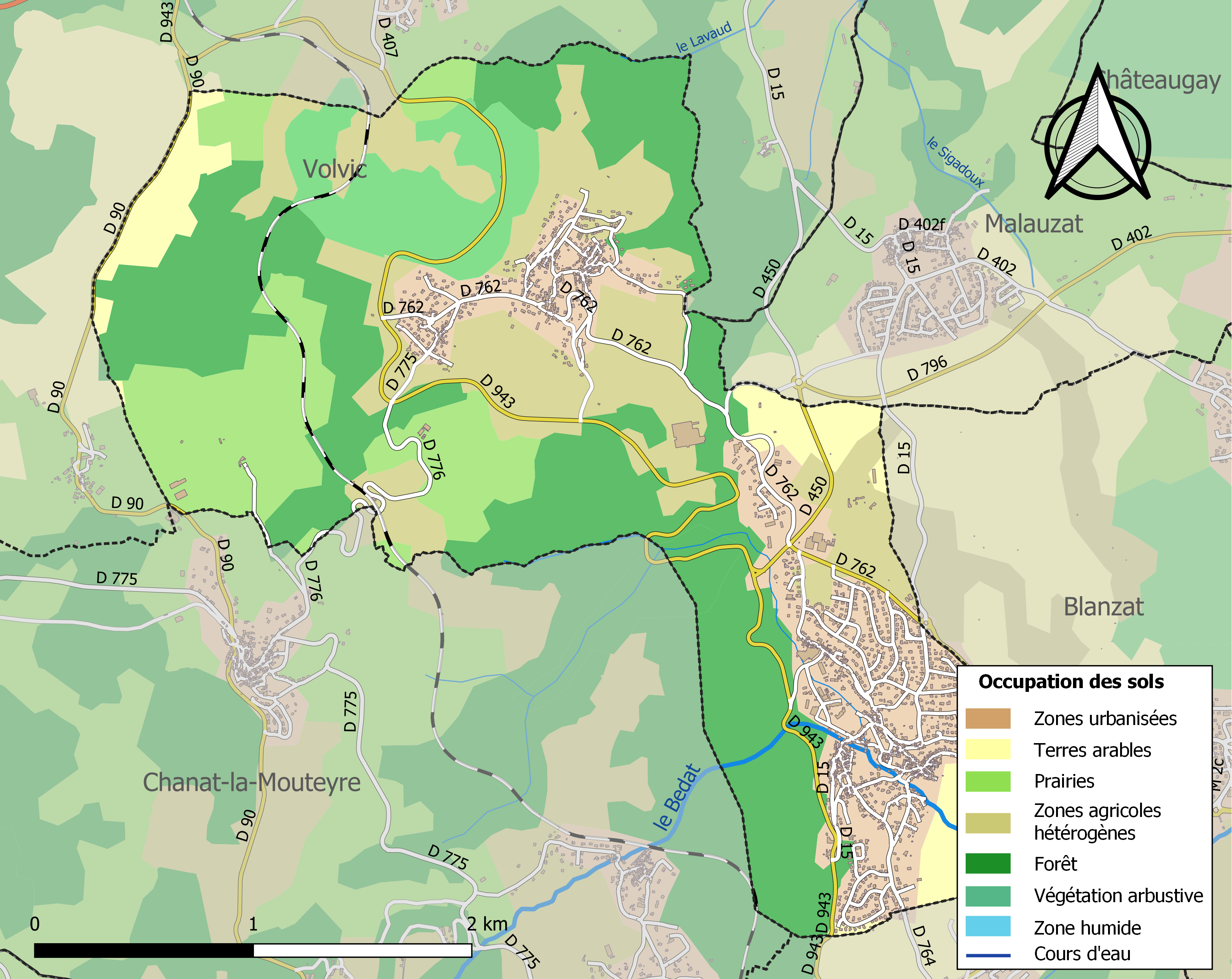
Carte des infrastructures et de l'occupation des sols de la commune en 2018 (CLC).

## Histoire
Autrefois, Sayat faisait partie de « Saint-Vincent-les-Blanzat » qui était constitué de Blanzat et de Sayat. Finalement, en 1776, les Sayatois décidèrent de construire leur propre église ; ainsi, à la Révolution, ils purent avoir leur propre commune. Les travaux durèrent deux ans et l'église fut achevée en 1789. La municipalité s'appelait « Saint-Vincent et Sayat » en 1793.
On y trouve aujourd'hui le château de Féligonde qui fut à une époque une maison forte appartenant à Antoine de Brion en 1606, puis transformé et restauré sous Louis XIII.

## Politique et administration

### Découpage territorial
Sayat faisait partie, en 1793, du district de Clermont-Ferrand et du canton de Cébazat, puis en 1801 de l'arrondissement de Clermont-Ferrand et du canton de Clermont-Ferrand-Est. En 1982, le découpage cantonal autour de Clermont-Ferrand est modifié ; Sayat est rattachée au canton de Gerzat, jusqu'en 2015.
À la suite du redécoupage des cantons du département de 2014, la commune est rattachée au canton de Cébazat.
Les limites territoriales des cinq arrondissements du Puy-de-Dôme ont été modifiées afin que chaque nouvel établissement public de coopération intercommunale à fiscalité propre soit rattaché à un seul arrondissement au 1er janvier 2017. La communauté d'agglomération Riom Limagne et Volcans est rattachée à l'arrondissement de Riom ; ainsi, Sayat est passée le 1er janvier 2017 de l'arrondissement de Clermont-Ferrand à celui de Riom.

### Tendances politiques et résultats
Le maire sortant ne s'est pas représenté. Aux élections municipales de 2014, Nicolas Weinmeister a été élu au premier tour avec 74,23 % des voix. Le taux de participation est de 73,12 %.

### Liste des maires
| Période                                  | Période                         | Identité             | Étiquette       | Qualité |
| ---------------------------------------- | ------------------------------- | -------------------- | --------------- | --- |
| Les données manquantes sont à compléter. |                                 |                      |                 | |
| mars 1983                                | mars 2014                       | Robert Couzon        | DVD (Centriste) | Ingénieur agronome, premier adjoint (1977-1983) 2e vice-président de la communauté de communes Volvic Sources et Volcans                        |
| mars 2014                                | En cours (au 17 septembre 2020) | Nicolas Weinmeister, | DVD             | Chargé d'études 3e vice-président de la communauté de communes (puis d'agglomération) Riom Limagne et Volcans chargé de la mobilité (2017-2020) |

### Instances judiciaires
Sur le plan judiciaire, Sayat dépend de la cour d'appel de Riom et des tribunaux judiciaire et de commerce de Clermont-Ferrand.

## Population et société

### Démographie
L'évolution du nombre d'habitants est connue à travers les recensements de la population effectués dans la commune depuis 1793. Pour les communes de moins de 10 000 habitants, une enquête de recensement portant sur toute la population est réalisée tous les cinq ans, les populations de référence des années intermédiaires étant quant à elles estimées par interpolation ou extrapolation. Pour la commune, le premier recensement exhaustif entrant dans le cadre du nouveau dispositif a été réalisé en 2005.

En 2022, la commune comptait 2 519 habitants, en évolution de +9,52 % par rapport à 2016 (Puy-de-Dôme : +2,1 %, France hors Mayotte : +2,11 %).
| 1793 | 1800 | 1806 | 1821 | 1831 | 1836  | 1841  | 1846  | 1851  |
| ---- | ---- | ---- | ---- | ---- | ----- | ----- | ----- | ----- |
| 644  | 400  | 649  | 700  | 765  | 1 115 | 1 109 | 1 144 | 1 139 |

| 1856  | 1861  | 1866  | 1872  | 1876  | 1881  | 1886  | 1891  | 1896  |
| ----- | ----- | ----- | ----- | ----- | ----- | ----- | ----- | ----- |
| 1 167 | 1 183 | 1 153 | 1 164 | 1 148 | 1 105 | 1 111 | 1 108 | 1 106 |

| 1901  | 1906  | 1911 | 1921 | 1926 | 1931 | 1936 | 1946 | 1954 |
| ----- | ----- | ---- | ---- | ---- | ---- | ---- | ---- | ---- |
| 1 047 | 1 019 | 966  | 818  | 869  | 859  | 846  | 848  | 901  |

| 1962  | 1968  | 1975  | 1982  | 1990  | 1999  | 2005  | 2006  | 2010  |
| ----- | ----- | ----- | ----- | ----- | ----- | ----- | ----- | ----- |
| 1 038 | 1 215 | 1 733 | 1 996 | 2 208 | 2 256 | 2 281 | 2 258 | 2 184 |

| 2015  | 2020  | 2022  | - | - | - | - | - | - |
| ----- | ----- | ----- | - | - | - | - | - | - |
| 2 252 | 2 472 | 2 519 | - | - | - | - | - | - |

### Enseignement
Sayat dépend de l'académie de Clermont-Ferrand.
Il existe une école maternelle et une école élémentaire publiques à Sayat, ainsi qu'une école maternelle à Argnat.
Les élèves poursuivent leur scolarité au collège Victor-Hugo, à Volvic,, puis au lycée Ambroise-Brugière à Clermont-Ferrand.

### Sports et loisirs
Sayat a été ville de passage de la 13e étape du Tour de France 2020, reliant Châtel-Guyon au Puy Mary, le 11 septembre, de la 1re étape du Tour de France Femmes 2023 (boucle de Clermont-Ferrand par la plaine de la Limagne), le 23 juillet 2023,  et de la 10e étape du Tour de France 2025 (Ennezat – Le Mont-Dore - Puy de Sancy) le 14 juillet 2025 (passage par les D 943 et 776 entre Tourtoule (hameau de Volvic) et Chanat-la-Mouteyre).

## Économie
- Le groupe Hermès possède, à Sayat, depuis 2004, un atelier de production qui emploie environ deux cents salariés[38][réf. non conforme],[39] et prévoit d'implanter un deuxième site sur le territoire communautaire de Riom Limagne et Volcans en 2023[40].
- La maison d'édition De Borée (fondée en 1989) a son siège à Sayat.

## Culture locale et patrimoine

### Lieux et monuments
- Moulin à huile et à farine
- À Argnat : église, lavoir ; voir aussi : Argnat sur Commons

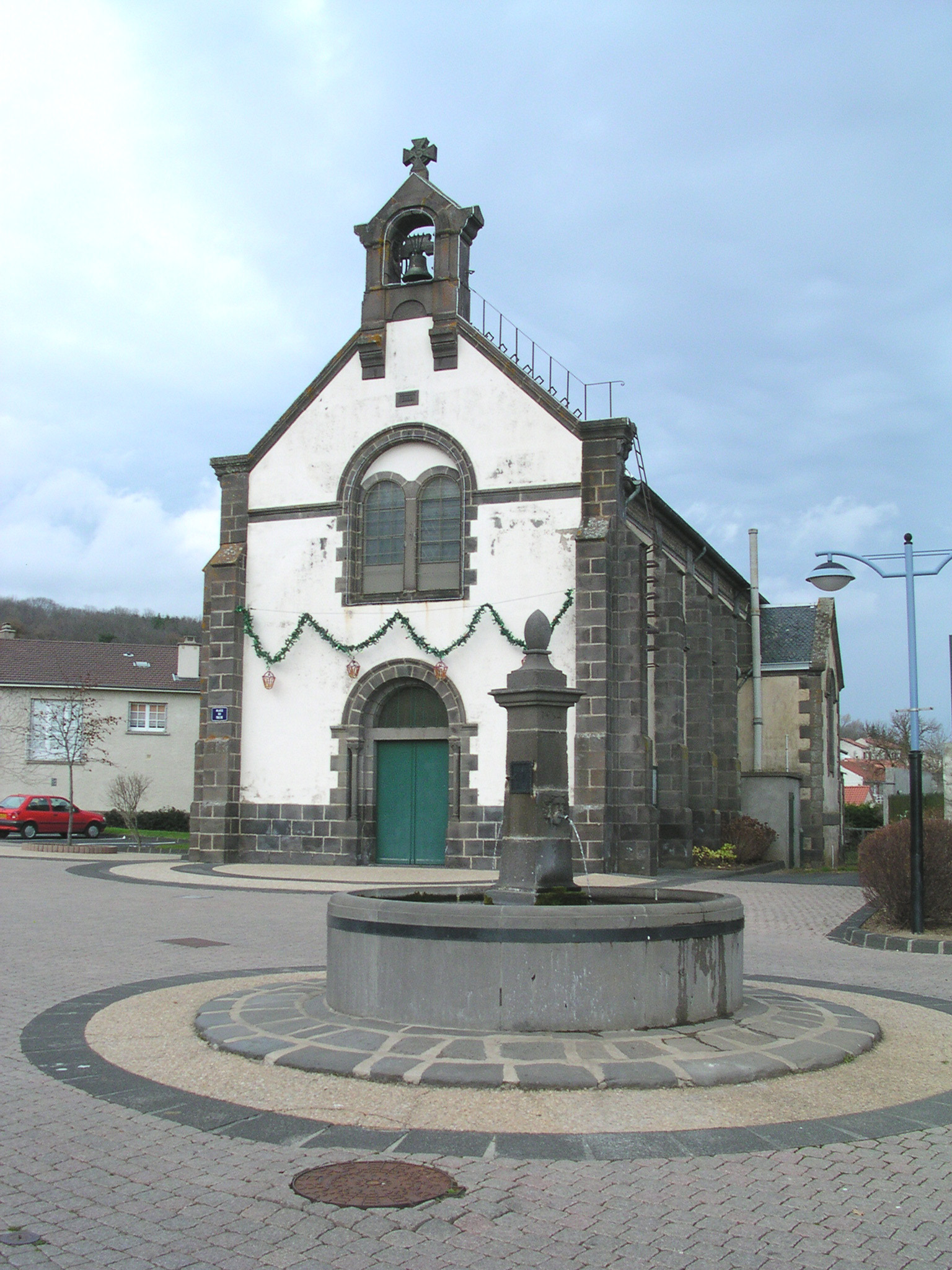
Église d'Argnat.

### Patrimoine naturel
La totalité du territoire de la commune de Sayat est comprise dans le parc naturel régional des volcans d'Auvergne, conformément au décret no 2013-520 du 19 juin 2013.

### Personnalités liées à la commune
- L'abbé Annet Cohade a été curé à Argnat. Il est enterré au cimetière de Vernines, dans la tombe de son neveu : Jean Beaudonnat (1873-1957), et de son petit-neveu : Joseph Beaudonnat (1903-2002).
- Albert Paulin, député SFIO du Puy-de-Dôme, vice-président de la Chambre des députés, conseiller général du canton de Clermont-Ferrand-Est.
- Philippe Serre : homme politique français, originaire de Sayat. En juin 1940, il fait partie des 80 députés votant contre les pleins pouvoirs de Pétain, et s'écrie à l'issue du résultat « Vive la République quand même ! ».

### Héraldique
| Blason de Sayat | Blason  | Tranché, au premier de gueules à la tête de chien d'argent colletée d'or et tenant dans sa gueule un pain du même, à la bande ondée brochant sur la partition, à la crosse d'or brochant en pal sur le tout, au chef d'or chargé d'une fleur de lys d'azur accostée de deux mouchetures d'hermine de sable. |
| Blason de Sayat | Détails | Le statut officiel du blason reste à déterminer. |